# スペイン坂
スペイン坂（スペインざか）は、
1. 東京都渋谷区宇田川町の坂。本稿にて記述
2. 東京都港区六本木一丁目3番と港区赤坂一丁目12番の間にある道路の愛称。六本木通りと駐日スペイン大使館を繋ぐ坂

## スペイン坂（渋谷）

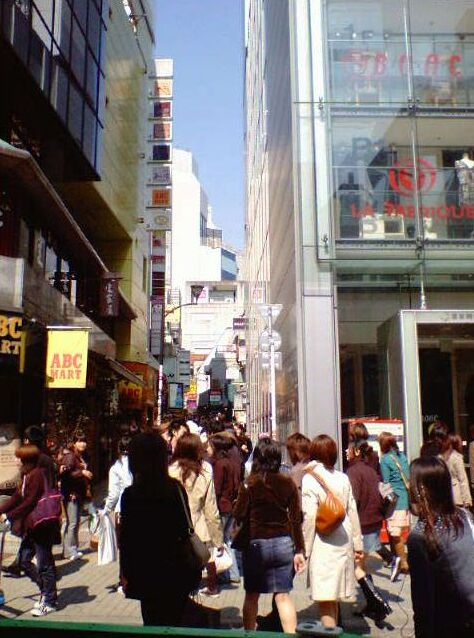
渋谷のスペイン坂付近（2005年3月）

東京都渋谷区宇田川町13番と16番の間にある道路の愛称。井の頭通りから渋谷パルコにいたる100メートル弱の勾配の緩い坂で、北側は階段となっている。この階段の傾斜は22度、高低差は約3.5mあり、段数は23段ある。幅は3.3〜3.6mあり、長さは約12ｍとなっている 。
周辺商店では、坂の愛称に合わせた南欧風の街づくりも行われている。沿道には雑貨店・衣料品店・飲食店などが多く集まっており、坂の上には閉館したシネマライズ跡にオープンしたライブハウス「WWW」がある。また、老朽化のため解体された渋谷パルコ part1の1階には、通りの名を冠するTOKYO FMの「渋谷スペイン坂スタジオ」があり、2016年（平成28年）8月7日まで稼働していた。
かつては料理店の付近に女神像が置いてあり、それに好きな人の名前を書いたプリクラを貼ると恋愛が成就するという都市伝説が流布していた。
スペイン坂の全域は、2019年（令和元年）6月20日から施行された渋谷駅周辺地域の安全で安心な環境の確保に関する条例の「渋谷駅周辺地域」と「区規則で定める区域」に定められており、ハロウィン当日とその直前の週末、年末年始は路上等の公共の場での飲酒が禁止された。なお、この条例は、2024年（令和6年）10月1日に改正され、路上飲酒の禁止期間が通年化され、禁止区域も拡大されている。

### 名称の由来
スペイン坂にあった喫茶店「阿羅比花（あらびか）」の店主・内田裕夫（やすお）は、写真で見たスペインの風景に心を惹かれ、店の内装もスペイン風で統一していた。1975年（昭和50年）、その2年前に渋谷に店舗を開業していたパルコから通りの命名を依頼された内田は、迷わず「スペイン坂」の名前を付け、命名後はスペイン坂の人々も協力して建物を南欧風にした。
なお、かつては「スペイン通り」と呼ばれていたとする文献もあり、同書によると「スペイン通り」という名前がメディアに紹介されはじめたのは、1978年（昭和53年）に、熊谷商店によるビル「パティオ１」「渋谷スクェア」が開業したのがきっかけとされている。「スペイン通り」の名はイタリア料理店「五右衛門 スペイン通り店」に、そのなごりを残している。